# Moyuta (volcà)
El Moyuta és un estratovolcà al sud de Guatemala. Està situat prop de la ciutat de Moyuta, al departament de Santa Rosa, i a la vora sud de la falla de Jaltapagua. El volcà té una altitud de 1.662 m i el seu cim està format per tres doms de lava andesítica. Els vessants del complex volcànic tenen nombrosos cons de cendres. Es poden veure petites fumaroles als vessants nord i sud, i es troben aigües termals a la base nord-est del volcà, així com al llarg dels rius del costat sud-est. El volcà està cobert de boscos i plantacions de cafè.